# Čemerikovke
Čemerikovke (lat. Melanthiaceae), biljna porodica u redu ljiljanolike. Ime je dobila po rodu melancijum (Melanthium), koji se danas vodi kao sinonim za rod čemerika (Veratrum). Sastoji se od 15 rodova s 195 vrsta.  Uz rod čemerika u Hrvatskoj je poznat i petrov križ (Paris) s vrstom četverolisni petrov križ (Paris quadrifolia).
Rod hamelirijum (Chamaelirium) ponekad se uključuje u tribus Chionographideae.

## Rodovi
1. Familia Melanthiaceae Batsch ex Borkh. (195 spp.)
  1. Tribus Melanthieae Griseb.
    1. Zigadenus Michx. (1 sp.)
    2. Melanthium L. (4 spp.)
    3. Schoenocaulon A. Gray (29 spp.)
    4. Amianthium A. Gray (1 sp.)
    5. Veratrum L. (24 spp.)
    6. Toxicoscordion Rydb. (8 spp.)
    7. Stenanthium (A. Gray) Kunth (7 spp.)
    8. Anticlea Kunth (10 spp.)

  2. Tribus Heloniadeae Fr.
    1. Chamaelirium Willd. (2 spp.)
    2. Helonias L. (13 spp.)
    3. Chionographis Maxim. (9 spp.)

  3. Tribus Xerophylleae S. Watson
    1. Xerophyllum Michx. (2 spp.)

  4. Tribus Parideae Bartl.
    1. Pseudotrillium S. B. Farmer (1 sp.)
    2. Paris L. (36 spp.)
    3. Trillium L. (48 spp.)